# أفيري موس
أفيري موس (بالإنجليزية: Avery Moss) هو لاعب كرة قدم أمريكية أمريكي، ولد في 16 سبتمبر 1994 في كومبتون في الولايات المتحدة.

## وصلات خارجية
- أفيري موس على موقع مرجع كرة القدم المحترفة.كوم (الإنجليزية)